# Station Małaszewicze
Station Małaszewicze is een spoorwegstation in de Poolse plaats Małaszewicze, dicht bij de grens met Wit-Rusland. Het station is een belangrijk goederenknooppunt in de spoorverbinding tussen China en Europa, in het kader van de Nieuwe Zijderoute.

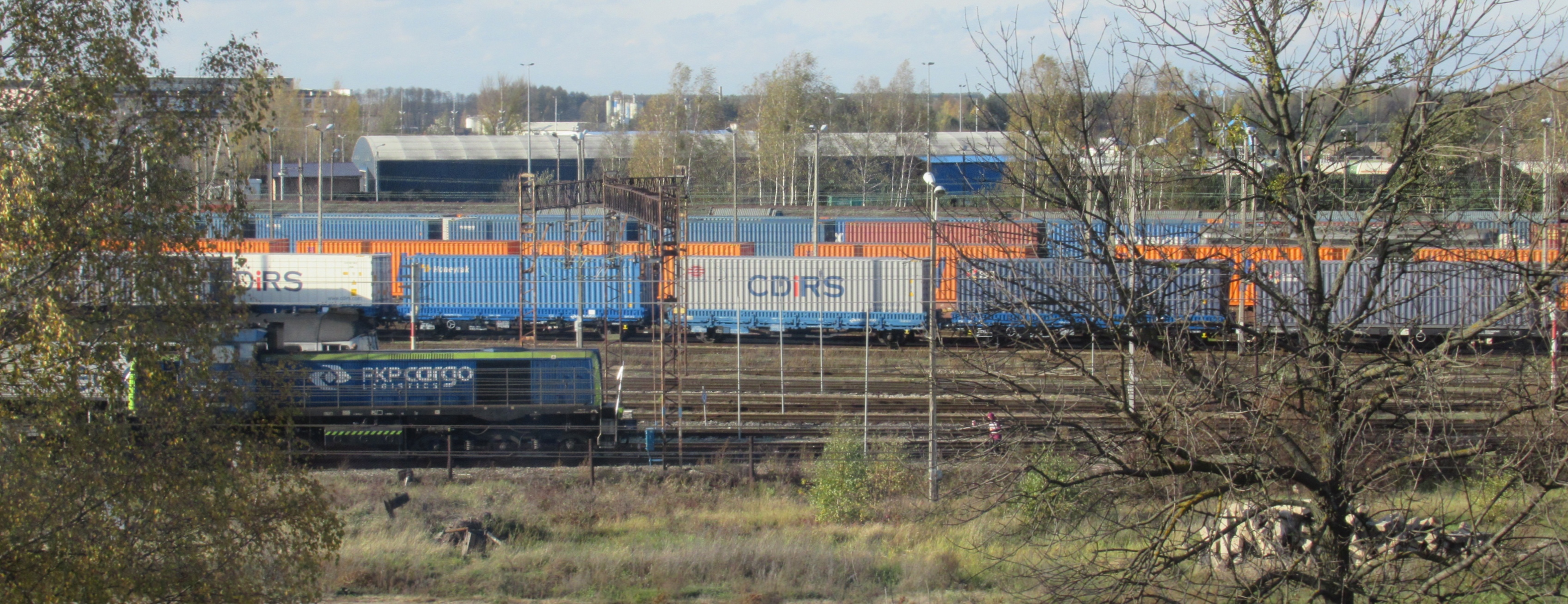
Het goederenstation van Małaszewicze.